# Przedstawicielstwo „Polska Akademia Nauk” w Kijowie
Przedstawicielstwo „Polska Akademia Nauk” w Kijowie (ukr. Представництво "Польська академія наук" у Києві) – jednostka naukowa Polskiej Akademii Nauk (PAN) z siedzibą w Kijowie, utworzona w 2013. Jest jedną z sześciu stacji naukowych PAN za granicą, obok placówek w Brukseli, Berlinie, Paryżu, Rzymie i Wiedniu. 

## Profil
Zadaniem Przedstawicielstwa jest popularyzowanie osiągnięć polskiej nauki na Ukrainie oraz nawiązywanie współpracy naukowej między Polską a Ukrainą. Współorganizuje konferencje, seminaria i wystawy. Przedstawicielstwo działa we współpracy z Ambasadą Polski w Kijowie oraz ukraińskimi organizacjami naukowymi, oświatowymi i pozarządowymi, w tym Narodową Akademią Nauk Ukrainy, w celu ułatwienia wymiany akademickiej między obu krajami. 

## Działalność spoza Ukrainy
W 2020 działalność Przedstawicielstwa została do odwołania przeniesiona z Kijowa do Polski – początkowo w związku z wybuchem pandemii COVID-19, a następnie z powodu inwazji Rosji na Ukrainę w 2022. 